# Batalla de Mars-la-Tour
La batalla de Mars-La-Tour se libró el 16 de agosto de 1870, durante la guerra franco-prusiana, en las cercanías de la ciudad de Mars-La-Tour en el nordeste de Francia. Dos cuerpos de ejército prusianos se enfrentaron a la totalidad del Ejército del Rin francés en una batalla inesperada, y sorprendentemente, con éxito forzó al Ejército del Rin a retirarse a la fortaleza de Metz.
Una patrulla de caballería, el 1º Escuadrón del 1º Regimiento de Dragones hanoveriano N.º 9, liderado por el capitán (Rittmeister) Oskar von Blumenthal, descubrió que 130.000 soldados franceses, después de sufrir varias derrotas en el frente, intentaban escapar de Metz para unirse con las fuerzas francesas en Verdún. Esta información de inteligencia urgió al Príncipe y General Federico Carlos a enviar, el 16 de agosto de 1870, a 30.000 hombres del avanzado III Cuerpo (del 2º Ejército) al mando del General Constantin von Alvensleben con órdenes de cortarles el paso. Localizaron al Ejército francés en las cercanías de Vionville, al este de Mars-la-Tour. A pesar se ser superados en una relación de más de cuatro a uno, el III Cuerpo derrotó a los franceses y capturó Vionville, bloqueando posteriores intentos de escapada hacia el oeste. Una vez que se les impidió la retirada, los franceses dentro de Metz no tenían más opción que lanzarse a lo que sería la última gran carga de caballería en la Europa Occidental. El III Cuerpo, reforzado por el X Cuerpo a las órdenes de Konstantin Bernhard von Voigts-Rhetz, fue aplastado por incesantes cargas de caballería, perdiendo la mitad de sus hombres, mientras que los franceses sufrieron equivalentes pérdidas numéricas de 17.000 soldados, aunque aún se agarraban a una abrumadora superioridad numérica.
El 16 de agosto de 1870, los franceses pudieron haber barrido la defensa clave prusiana y haber escapado. Dos cuerpos de ejército prusianos atacaron la vanguardia francesa,  creyendo que era la retaguardia en retirada del Ejército francés del Mosa. A pesar de este error de juicio, los prusianos se resistieron al Ejército francés al completo durante todo el día. La extraordinaria confianza y tenacidad de los prusianos prevaleció sobre la indecisión de Bazaine.

## La batalla

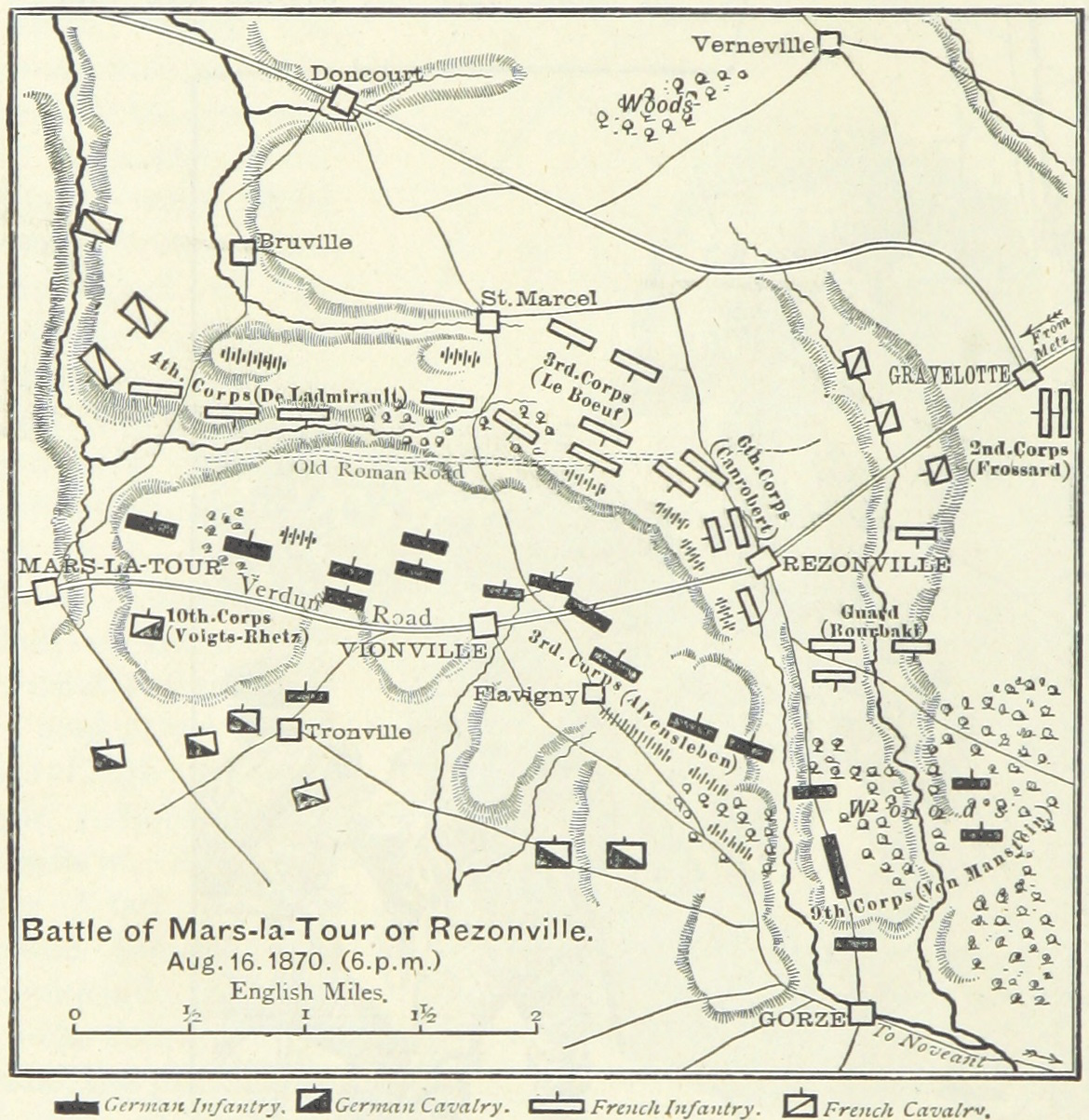
Un mapa de 1895 de la batalla.

El combate se inició en torno a Mars-la-Tour. Esto era una "batalla de los soldados", donde los comandantes de las unidades y el espíritu de las tropas a ambos lados sería la clave de la victoria. Prosiguieron los combates desesperados por las calles, con grandes pérdidas a ambos lados. La infantería prusiana intentó superar las posiciones francesas, pero los franceses los expulsaron. Los prusianos eran superados numéricamente cuatro a uno, pero Bazaine nunca reconoció este hecho. Fracasó en enviar toda su fuerza, mientras que los prusianos hicieron uso de cada hombre y de todo el armamento en la batalla. Con la inestimable ventaja de la confianza individual, los prusianos aguantaron.

## "Carga de la muerte" de von Bredow
La batalla de Mars-La-Tour también es notoria por una de las últimas cargas de la caballería con éxito de la guerra moderna. Acosado por la artillería francesa cada vez que desplegaba sus fuerzas tras un ataque francés, con sus reservas de infantería exhaustas y temiendo que su tembloroso flanco izquierdo sucumbiera a una carga de la caballería francesa, el General Alvensleben envió un mensaje al comandante de la cercana 12.ª Brigada de Caballería, el Mayor General Friedrich Wilhelm Adalbert von Bredow, urgiéndole a que silenciara la artillería del general francés François Canrobert y previniese una carga de la caballería francesa con una propia.

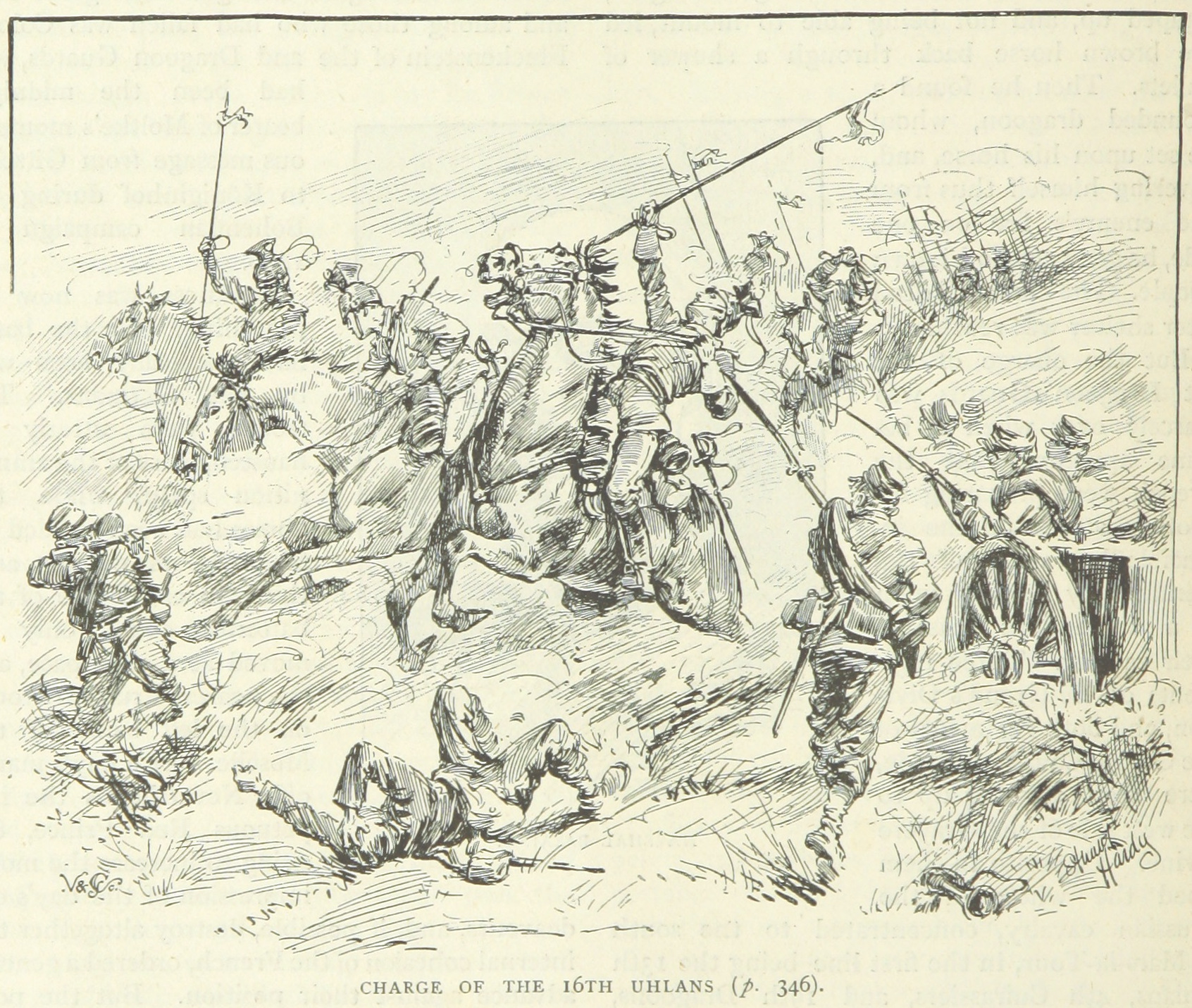
El 16º de Ulanos carga contra las líneas francesas.

"Costara lo que costara", von Bredow se tomó su tiempo en organizar la brigada, que consistía en el 7º de Coraceros, el 19º de Dragones y el 16º de Ulanos. En la que sería conocida como "Carga de la muerte de von Bredow", la caballería abandonó las líneas prusianas a las 14:00 h, utilizando von Bredow el terreno y la cortina de humo de los cañones para ocultar los movimientos a los observadores franceses hasta el último momento. Estando a la vista a unos 1000 m de las líneas francesas, la caballería prusiana cargó y rompió la línea de cañones franceses, causando el pánico y dispersando a los soldados de Canrobert en todas direcciones. Dos brigadas de la caballería francesa intentaron contraatacar en el flanco de Bredow y su retaguardia, pero fueron dispersados en parte por la infantería de Canrobert, que disparaba sin discriminación contra cualquier jinete que pudiera verse.
Habiendo silenciado a la artillería francesa, neutralizada la caballería francesa y puesto en pánico a la infantería francesa, la brigada de von Bredow logró retirarse a sus propias líneas. De los 800 jinetes que salieron, solo 420 retornaron. Entre los heridos de la 12.ª Brigada se hallaba el teniente Herbert von Bismarck, hijo del canciller prusiano Otto von Bismarck.

## Resultado

### Análisis
La batalla fue una victoria estratégica para los prusianos. Bazaine no pudo llegar a Verdún. En poco tiempo, los prusianos atraparon a Bazaine en la ciudad, a lo que siguió el sitio de Metz.
La carga de la muerte de von Bredow "fue quizás la última carga de caballería con éxito en la guerra en la Europa Occidental". Esta victoria alcanzó renombre entre los historiadores militares, creando un mito que perduró décadas, según el cual la caballería todavía podía desempeñar un papel decisivo en las batallas de la guerra moderna entre fuerzas igualmente equipadas, de tal modo que las unidades de caballería continuaron formando parte de las fuerzas armadas de las potencias europeas durante la siguiente mitad de siglo.